# Hesperantha alborosea
Hesperantha alborosea är en irisväxtart som beskrevs av Olive Mary Hilliard och Brian Laurence Burtt. Hesperantha alborosea ingår i släktet Hesperantha och familjen irisväxter. Inga underarter finns listade i Catalogue of Life.